# Studzianek (Barczewo)
Studzianek (deutsch Kutzborn) ist ein Ort in der polnischen Woiwodschaft Ermland-Masuren. Er gehört zur Gmina Barczewo (Stadt- und Landgemeinde Wartenburg i. Ostpr.) im Powiat Olsztyński (Kreis Allenstein).

## Geographische Lage
Studzianek liegt am Südostufer des Kelden-Seee (polnisch Jezioro Kiełdynek) im Westen der Woiwodschaft Ermland-Masuren, 19 Kilometer östlich der Kreis- und Woiwodschaftshauptstadt Olsztyn (deutsch Allenstein).

## Geschichte
Für das Gutsdorf Kutzborn ist das Jahr 1448 für die Vergabe einer zweiten Handfeste überliefert. Im Jahre 1874 wurde der Gutsbezirk Kutzborn in den neu errichteten Amtsbezirk Hirschberg (polnisch Jedzbark) im ostpreußischen Kreis Allenstein eingegliedert. 97 Einwohner zählte das Dorf im Jahre 1910.
Am 30. September 1928 gab Kutzborn seine Eigenständigkeit auf: das Gutsdorf wurde in die benachbarte Landgemeinde Kischlainen (polnisch Kierzliny) eingemeindet.
Als 1945 in Kriegsfolge das gesamte südliche Ostpreußen an Polen fiel, erhielt Kutzborn die polnische Namensform „Studzianek“. Der Ort ist heute Teil der Stadt- und Landgemeinde Barczewo (Wartenburg i. Ostpr.) im Powiat Olsztyński (Kreis Allenstein), von 1975 bis 1998 der Woiwodschaft Olsztyn, seither der Woiwodschaft Ermland-Masuren zugehörig.

## Kirche
Bis 1945 war Kutzborn in die evangelische Kirche Wartenburg (Ostpreußen) in der Kirchenprovinz Ostpreußen der Kirche der Altpreußischen Union, außerdem in die römisch-katholische St.-Anna-Kirche Wartenburg eingepfarrt.
Heute gehört Studzianek katholischerseits zur Kirche Bartołty Wielkie (Groß Bartelsdorf) im Erzbistum Ermland, evangelischerseits zur Christus-Erlöser-Kirche Olsztyn (Allenstein) in der Diözese Masuren der Evangelisch-Augsburgischen Kirche in Polen.

## Verkehr
Studzianek ist von Kierzliny (Kirschlainen) aus über eine Stichstraße zu erreichen. Eine Bahnanbindung besteht nicht.

## Persönlichkeit
- Carl Orlowski (1851–1913), ostpreußischer Rittergutsbesitzer und Mitglied des Reichstages, lebte ab 1879 auf Gut Kutzborn